# Base Williamtown
 (décembre 2024).
Si vous disposez d'ouvrages ou d'articles de référence ou si vous connaissez des sites web de qualité traitant du thème abordé ici, merci de compléter l'article en donnant les références utiles à sa vérifiabilité et en les liant à la section « Notes et références ».

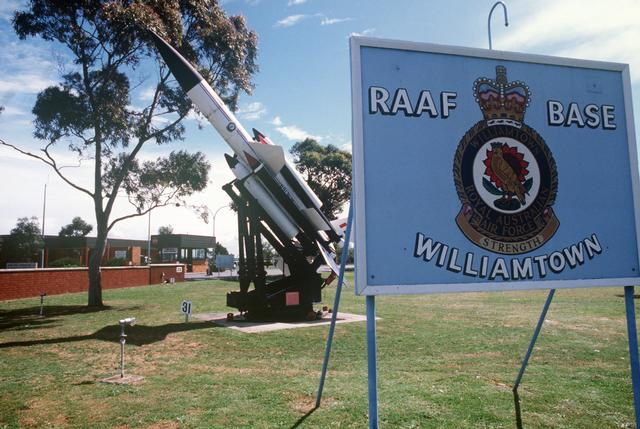
L'entrée de la base en 1985.

La Base Williamtown (IATA: NTL, OACI: YWLM) est une base aérienne de la Royal Australian Air Force (RAAF), l'armée de l'air australienne, située à 14 kilomètres au nord de Newcastle, en Nouvelle-Galles du Sud, à 27 km par la route de Port Stephens. Même s'il s'agit d'un aérodrome militaire, il partage sa piste avec l'aéroport de Newcastle, une administration civile. La ville la plus proche est Raymond Terrace, qui est à 9,6 km à l'ouest de la base. Medowie, 7,3 km au nord de la base, est le foyer de beaucoup de personnel de la base.
La base a été créée le 15 février 1941 en tant que centre de formation. Un certain nombre d'escadrilles du service de formation de l'empire britannique ont été entrainées à Williamtown avant de partir à l'étranger et l’Unité d'entraînement opérationnelle n°4 était a été basée à Williamtown d'octobre 1942 jusqu'à sa dissolution en avril 1944. Après la Seconde Guerre mondiale, Williamtown est devenue la principale base de chasseurs de la RAAF.
Williamtown abrite actuellement des chasseurs F/A-18 Hornet (exploités par l'unité de formation opérationnelle n°2 et les escadrilles n°3 et n°77), les chasseurs Hawk 127 (exploités par l'escadrille n° 76), le Boeing 737 AEW&C
avec Système de détection et de commandement aéroporté(exploité par l'escadrille n° 2) et les avions d'entraînement Pilatus PC-9 (exploités par l'escadrille n° 4). Il abrite également un certain nombre de quartiers généraux et autres unités telles que l’Australian Defence Force Warfare Centre et le Surveillance and Response Group.
Avec un effectif de plus de 3500 personnes, la Base possède la plupart des équipements qu'on peut trouver dans une petite ville, y compris dans les domaines sportifs, de loisirs, cinéma et même un bimensuel (Fighter Force News) ra^pportant les activités autour de la base et à l'extérieur de la communauté.
En plus de ses unités militaires, Williamtown abrite Fighter World, un musée consacré aux avions de combat australiens.